# Portugals Grand Prix 1990
Portugals Grand Prix 1990 var det trettonde av 16 lopp ingående i formel 1-VM 1990.

## Resultat
1. Nigel Mansell, Ferrari, 9 poäng
2. Ayrton Senna, McLaren-Honda, 6
3. Alain Prost, Ferrari, 4
4. Gerhard Berger, McLaren-Honda, 3
5. Nelson Piquet, Benetton-Ford, 2
6. Alessandro Nannini, Benetton-Ford, 1
7. Riccardo Patrese, Williams-Renault
8. Jean Alesi, Tyrrell-Ford
9. Michele Alboreto, Arrows-Ford
10. Nicola Larini, Ligier-Ford
11. Pierluigi Martini, Minardi-Ford
12. Mauricio Gugelmin, Leyton House-Judd
13. Alex Caffi, Arrows-Ford (varv 58, olycka)
14. Aguri Suzuki, Larrousse (Lola-Lamborghini) (58, olycka)
15. Emanuele Pirro, BMS Scuderia Italia (Dallara-Ford)

### Förare som bröt loppet
- Philippe Alliot, Ligier-Ford (varv 52, olycka)
- David Brabham, Brabham-Judd (52, växellåda)
- Ivan Capelli, Leyton House-Judd (51, motor)
- Thierry Boutsen, Williams-Renault (30, motor)
- Eric Bernard, Larrousse (Lola-Lamborghini) (24, växellåda)
- Stefano Modena, Brabham-Judd (21, växellåda)
- Martin Donnelly, Lotus-Lamborghini (14, generator)
- Derek Warwick, Lotus-Lamborghini (5, gasspjäll)
- Yannick Dalmas, AGS-Ford (3, bakaxel)
- Andrea de Cesaris, BMS Scuderia Italia (Dallara-Ford) (0, snurrade av)

### Förare som ej startade
- Satoru Nakajima, Tyrrell-Ford

### Förare som ej kvalificerade sig
- Olivier Grouillard, Osella-Ford
- Paolo Barilla, Minardi-Ford
- Gabriele Tarquini, AGS-Ford
- Bertrand Gachot, Coloni-Ford

### Förare som ej förkvalificerade sig
- Roberto Moreno, EuroBrun-Judd
- Claudio Langes, EuroBrun-Judd
- Bruno Giacomelli, Life-Judd